# شریف شیخ احمد
شریف شیخ احمد (به عربی: شریف شیخ احمد) (زاده ۲۵ ژوئیه ۱۹۶۴) رئیس جمهور سومالی می‌باشد. وی در ۳۱ ژانویه ۲۰۰۹ در سومالی به قدرت رسید و در ۱۶ سپتامبر ۲۰۱۲، حسن شیخ محمود جانشین او شد.